# Modalité de réponse
 (mars 2023).
Si vous disposez d'ouvrages ou d'articles de référence ou si vous connaissez des sites web de qualité traitant du thème abordé ici, merci de compléter l'article en donnant les références utiles à sa vérifiabilité et en les liant à la section « Notes et références ».
Pour les sciences sociales et le marketing, une modalité de réponse est l'un des choix de réponse laissé à l'enquêté par l'enquêteur au terme d'une question qu'il lui pose dans le cadre d'une enquête par questionnaire. Les modalités de réponses peuvent être explicitement annoncées à l'enquêté ou au contraire demeurer ignorées de lui, ce qui implique alors un recodage des réponses.